# 克倫巴赫河
48°14′47″N 10°21′44.5″E / 48.24639°N 10.362361°E

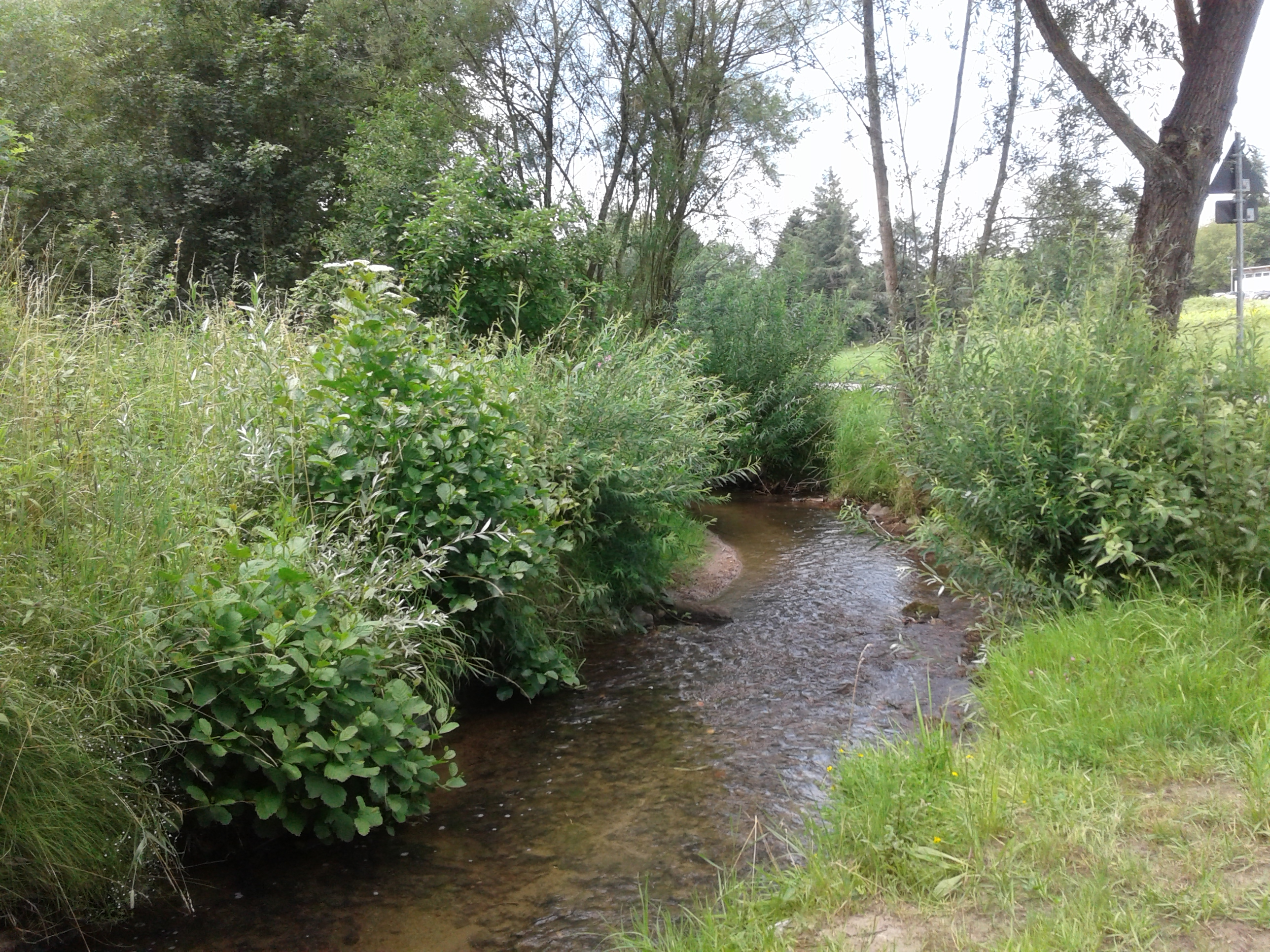

克倫巴赫河（德語：Krumbach），是德國的河流，位於該國東南部，由巴伐利亞負責管轄，屬於卡梅爾河的左支流，河道全長11公里，流域面積11平方公里，發源自基希哈斯拉赫，河口處在克倫巴赫。